# Karen de Bok
Carina Elisabeth Anna Maria (Karen) de Bok (Den Haag, 1961 – Amsterdam, 19 januari 2017) was een Nederlandse programmamaakster en journaliste.

## Levensloop
De Bok was de dochter van journalist Max de Bok en Ellen Beek (journalist bij De Gelderlander). Zij deed in 1981 eindexamen aan het Haags Montessori Lyceum in Den Haag. In 1982 werkte zij een jaar bij de Haagse redactie van het NOS Journaal. Van 1984 tot 1989 was De Bok werkzaam voor Radio Rijnmond als verslaggeefster en presentator. In 1990 maakte ze de overstap naar de VPRO, waar ze in de eerste zeven jaar voor zowel radio als televisie werkte, zowel voor als achter de schermen. 
Vanaf 1997 werkte De Bok voor de televisieafdeling van de VPRO. Zo was ze eindredacteur van het programma Zomergasten en redigeerde ze verschillende uitzendingen van Tegenlicht. Sinds 2008 was ze hoofdredacteur. Onder haar leiding won de VPRO vier keer de Zilveren Nipkowschijf.
Haar man, journalist Emile Fallaux (1944), maakte op 20 januari 2017 bekend dat De Bok een dag eerder een einde aan haar leven had gemaakt als gevolg van een depressie, vijf maanden na het overlijden van haar vader. 
Vanaf 2017 wordt als eerbetoon bij het International Documentary Film Festival Amsterdam (IDFA) de Mediafondsprijs Documentaire omgedoopt tot de Karen de Bok Talentprijs.